# Скарайнис, Олег Юлиевич
Олег Юлиевич Скарайнис (при рождении Освальд Юлиевич Гауер; 5 августа 1923, Таганрог — 11 декабря 2017, Рагациемс, Энгурский край, Латвия) — советский и латвийский скульптор, лауреат Ленинской премии (1970).

## Биография
Олег Скарайнис родился в Таганроге 5 августа 1923 года в семье красного латышского стрелка Юлия Гауера и латышки Софии Скарайне. Имя при рождении — Освальд Гауер. Позже он поменял имя на Олег и взял фамилию матери — Скарайнис.
Отец Скарайниса, работавший на заводе, был репрессирован в 1937 году как враг народа.
Учился в фабрично-заводской школе № 2 (бывшая Таганрогская Александровская классическая мужская гимназия). Посещал во Дворце пионеров кружок лепки, где учился у Нины Михайловны Беккер.
После окончания школы поступил в Таганрогский индустриальный техникум, но после ареста отца был вынужден оставить учёбу. Работал на зеркально-картонажной фабрике. Подрабатывал рисунками на стекле.
Во время оккупации Таганрога немцами был отправлен в Германию на принудительные работы. Работал на небольшом авиазаводе, ремонтировавшем крылья «Мессершмиттов». Затем попал в концлагерь Нойенгамме, под Гамбургом. Скарайнису чудом удалось бежать из плена, нырнув под вагон поезда, когда узников пригнали на работу на вокзал. Затем Скарайнис попал к американцам, а потом и в Красную Армию.
После войны оказался на Южном Сахалине, в составе отдельного военно-строительного батальона.
В 1947 году Олег Скарайнис приехал в Ригу. Окончил вечернюю школу. Работал слесарем, рисовал маслом на стекле картины на продажу. С 1952 по 1958 год учился в Академии художеств Латвийской ССР в Риге у Теодора Залькалнса.
В мае 2017 года Олег Скарайнис передал в дар Таганрогу одну из своих работ, уменьшенную копию одной из фигур Саласпилсского мемориального ансамбля «Несломленный». Эту работу мастер изготовил из алюминиевого сплава специально для родного города. Подарок Скарайниса займет центральное место в одном из экспозиционных залов народного военно-исторического музея на Самбекских высотах.
В последние годы жил и работал в Латвии, в Рагациемсе.

## Работы находятся в собраниях
- Государственная Третьяковская галерея, Москва.[6]
- Зеленогорский музейно-выставочный центр, Зеленогорск.

## Известные работы
- 1967 — Саласпилсский мемориальный ансамбль, Саласпилс.[8]
- 1997 — Памятник Фридриху Бриедису, Рига.
- 2001 — Памятник Михаилу Талю, Рига.[4]